# Kalambáka
Kalambáka ou Kalampáka (en grec moderne : Καλαμπάκα) est une petite ville grecque de Thessalie ainsi qu'un ancien dème (ou municipalité) du district régional de Trikala, enclavée entre une montagne de faible altitude et les fameux Météores sur lesquels ont été construits les monastères des Météores. En 1991, l'évêché orthodoxe de la ville a été restauré : la métropole de Stagi et des Météores.

## Histoire
Après avoir, comme toute la région, appartenu à la Macédoine antique (depuis 358 avant notre ère), la ville, alors nommée Aiginion, est passée à l'Empire romain en 148 avant notre ère : par la suite, elle est citée dans le livre III des Commentaires sur la Guerre civile de Jules César et Aulus Hirtius comme étant le lieu de rencontre des troupes de César, en provenance d'Apollonie d'Illyrie avec celles de son général Cnaeus Domitius Calvinus, quelques jours avant la bataille de Pharsale contre Pompée.
Après avoir subi les invasions gothiques au IVe siècle, elle fait partie depuis 395 de l'empire d'Orient (dit « byzantin »), et se christianise. Au VIe siècle, la ville subit les invasions des slaves : tout autour, ceux-ci se constituent en Sklavinies, mais s'hellénisent progressivement. En 1203 Aiginion, désormais appelée Stagion, passe au royaume des Bulgares et des Valaques, puis au despotat d'Épire en 1255.
C'est sous l'empire turc, que Stagion prend, à partir de 1393, le nom de Kalambáka. Elle est rattachée à la Grèce moderne en 1913, à l'issue des guerres balkaniques.
Jusqu'à la réforme Kallikratis, Kalambáka faisait partie du nome de Trikala.

## La ville moderne

### Monuments
- Cathédrale du XIVe siècle d'inspiration antique et paléochrétienne.

### Jumelages
Le Haillan (France) depuis 1992

## Les monastères des Météores
Un circuit d'environ 17 km permet de faire le tour des célèbres monastères.

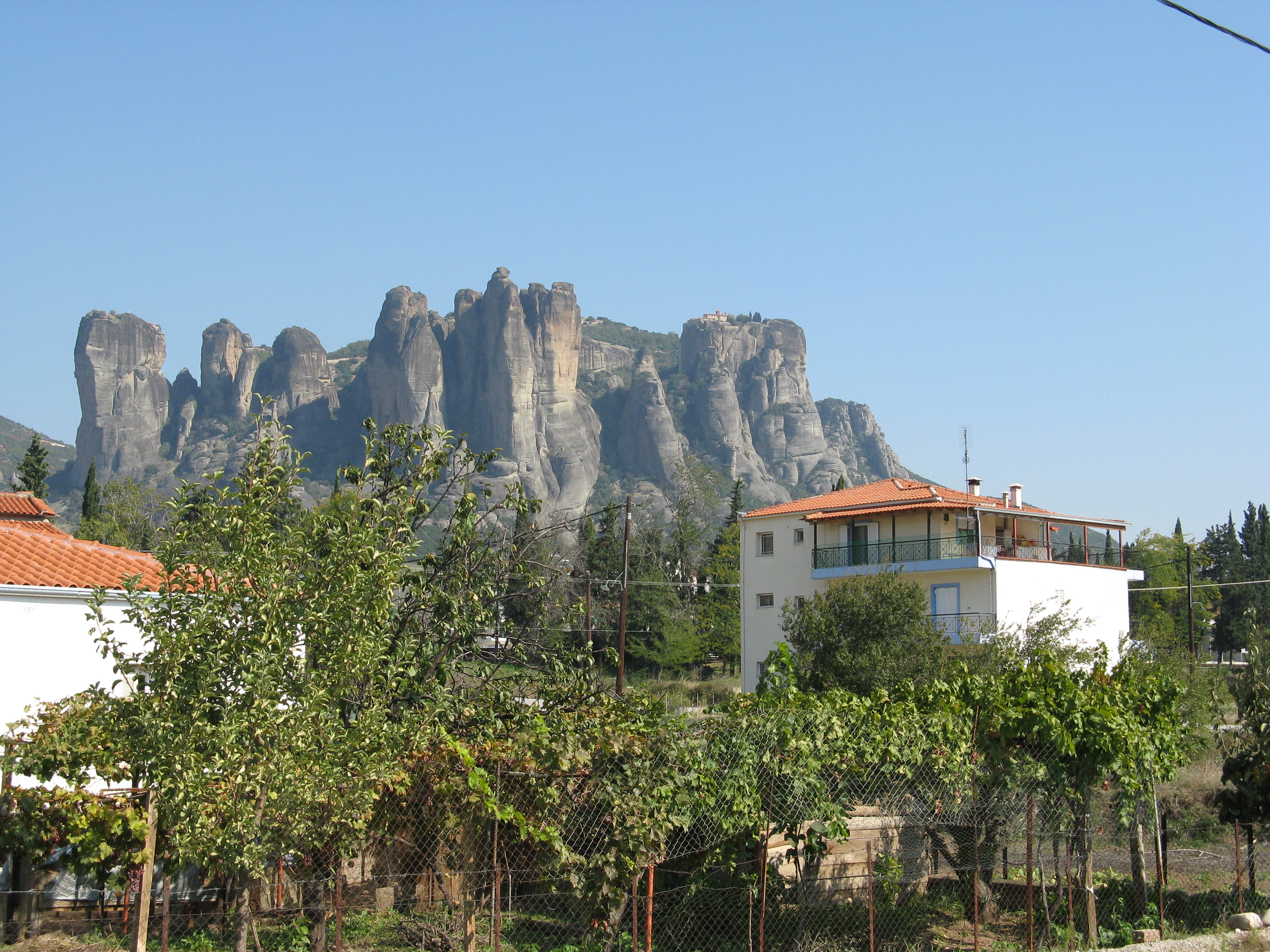
Vue depuis Kalambaka
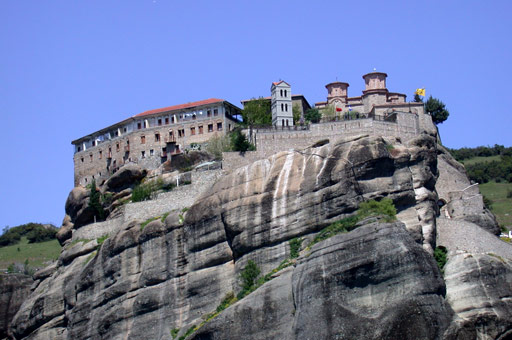
Monastère de Varlaam
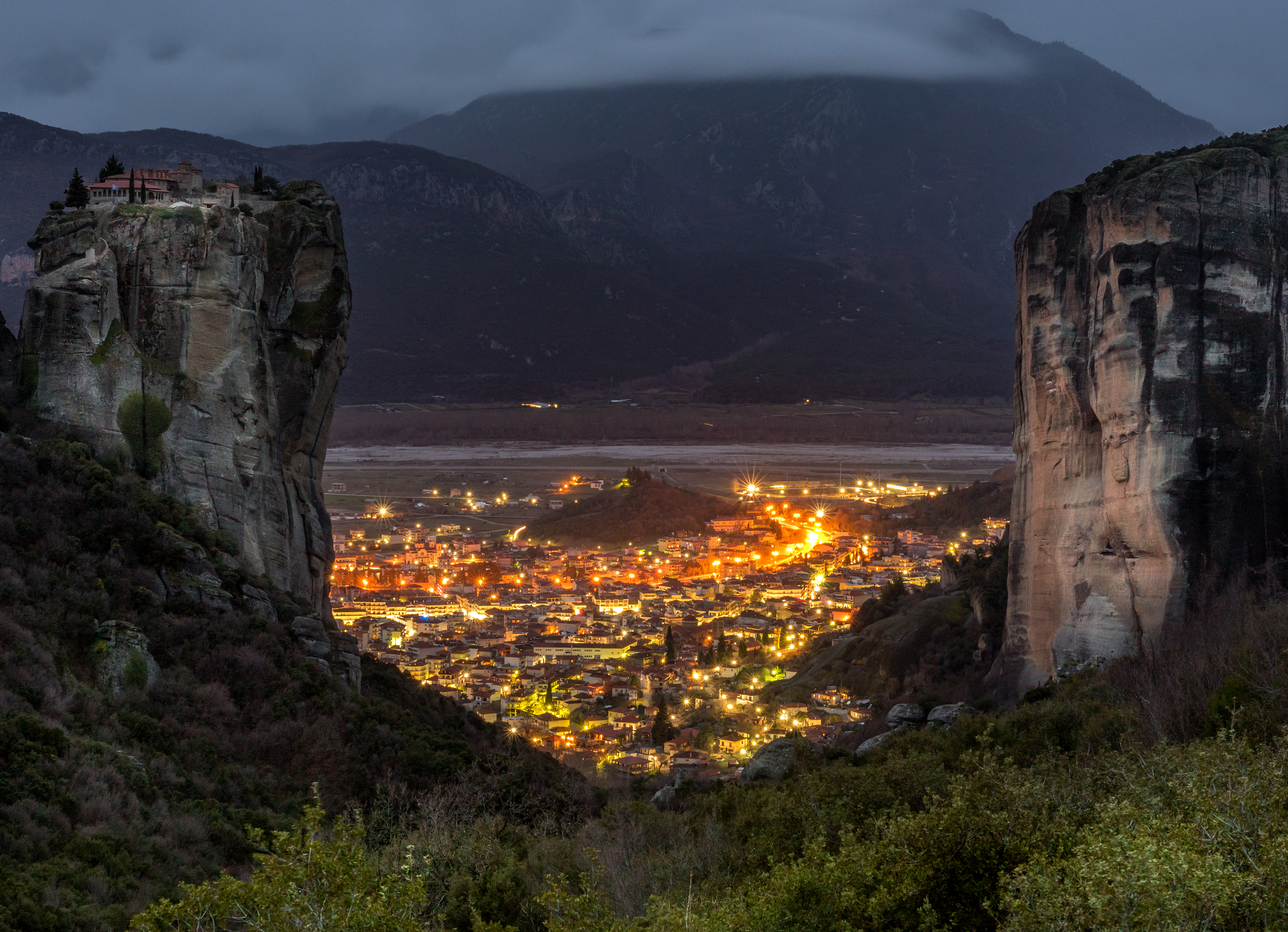
Kalambáka la nuit vue des Météores. Février 2018.